# Bolivar (opera)

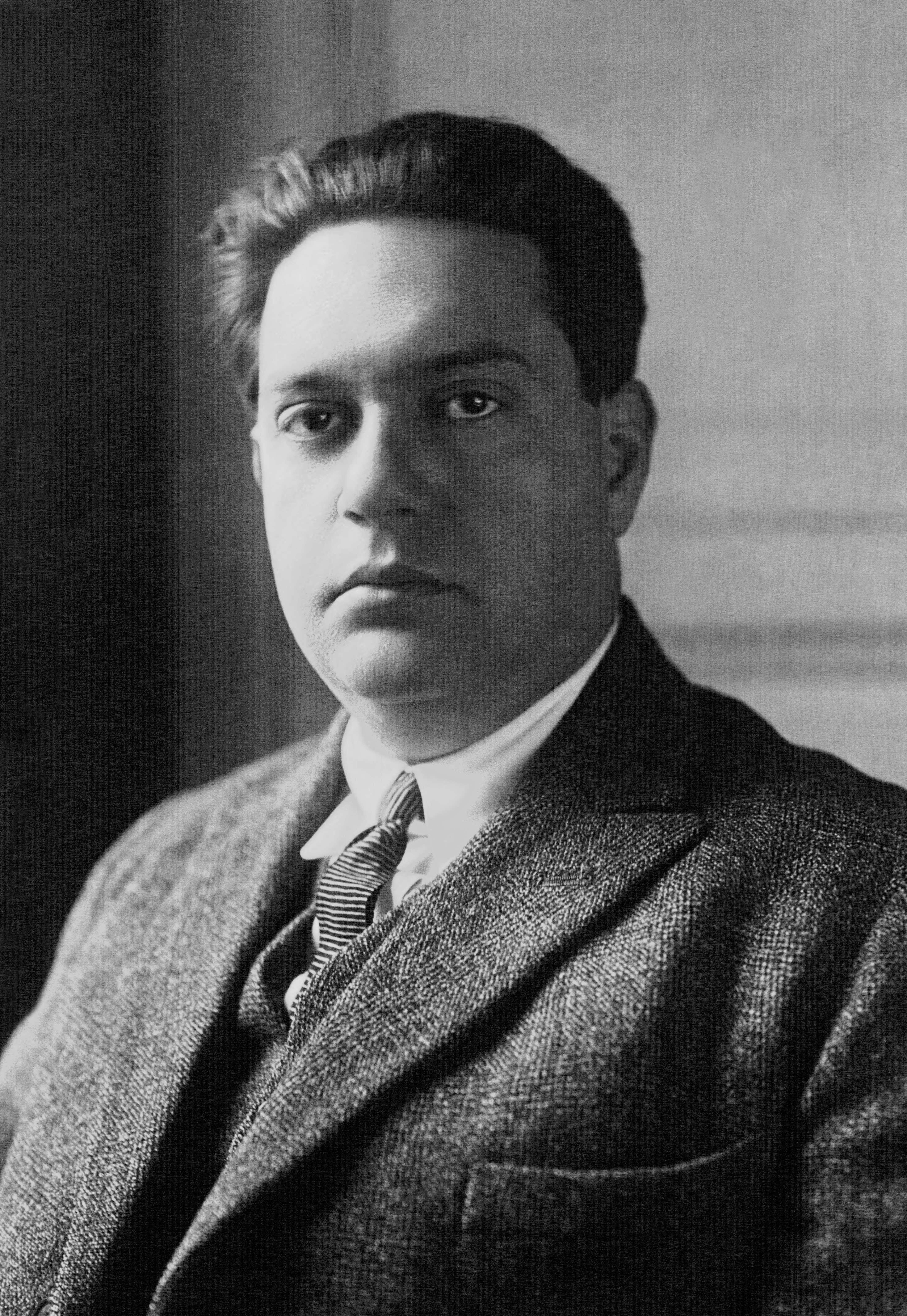
Darius Milhaud

Bolívar är en opera i tre akter och tio tablåer med musik av Darius Milhaud komponerad 1943 med libretto av Madeleine Milhaud efter pjäsen med samma namn av Jules Supervielle.
Operan hade premiär den 12 maj 1950 på Parisoperan under ledning av André Cluytens med Roger Bourdin, Jean Giraudeau och Janine Micheau.
Redan 1936 hade Milhaud komponerat scenmusik, Bolivar, opus 148, som operan inte ska förväxlas med.